# お義母さんといっしょ
『お義母さんといっしょ』（おかあさんといっしょ）は、2003年1月7日 - 3月11日にフジテレビ系で火曜日21:00 - 21:54に放送された日本のテレビドラマ。当初は全11回の予定だったが、10回に短縮。平均視聴率9.9%。番組名の由来はNHK教育の幼児番組『おかあさんといっしょ』。嫁姑関係をコミカルに描いたホームドラマ。

## キャスト
- 荒巻たま代 - 水野美紀

良介の妻。
- 荒巻 良介 - トータス松本

たま代の夫。荒巻家の長男。
- 荒巻 俊介 - 海東健

荒巻家次男。
- 荒巻 健介 - 小栗旬

荒巻家三男。
- 中田 真由 - 宮本真希
- 寺西 正也 - 田口浩正

中華料理店を経営。
- 寺西 さやか - 久我陽子

寺西の妻。
- 桑原 純子 - 高橋ひとみ
- 中田 レミ - 冨士眞奈美

真由の姑。
- 大林 渡 - 宇津井健（特別出演）

荒巻よし江の義理の兄。親戚の叔父さん。
- 荒巻 よし江 - 水前寺清子

良介、俊介、健介の母でたま代の姑。たま代が「クイズ$ミリオネア」に出演した際、司会のみのもんたにたま代の悪口を言う。

## ゲスト
- 小早川 直樹 - 小池徹平
- 松井 香織 - 上野樹里
- 平瀬 明彦 - 田中圭（第8話 - 最終話）
- 岡島 - 沢村一樹
- 根岸 加奈子 - さとう珠緒
- 有坂 和則 - 弓削智久
- 勇 - 小野武彦
- 石田 慶司 - 須永慶
- みのもんた - みのもんた（特別出演）（第1話）

「クイズ$ミリオネア」司会者。

## その他
第1話でたま代が「クイズ$ミリオネア」に一般解答者として、またライフラインのテレフォンで家族(よし江、良介、健介)が出演する演出があった。実際の番組司会者であるみのもんたも本人役でゲスト出演している。

## スタッフ
- 演出 - 田島大輔・高丸雅隆・七高剛
- プロデューサー - 杉尾敦弘・小泉守
- 脚本 - 金子ありさ
- 音楽 - 大谷幸
- 主題歌 - Every Little Thing「nostalgia」

## サブタイトル
| 第1話                                                     | 1月7日  | 今どきの嫁って   | 13.8% |
| 第2話                                                     | 1月14日 | 浪花節だよ人生は | 11.3% |
| 第3話                                                     | 1月21日 | 嫁の秘密、姑の愛 | 9.9%  |
| 第4話                                                     | 1月28日 | 姑のプチ家出     | 8.3%  |
| 第5話                                                     | 2月4日  | ありがとう       | 7.6%  |
| 第6話                                                     | 2月11日 | 新展開！嫁姑喜劇 | 10.0% |
| 第7話                                                     | 2月18日 | 下着泥棒は誰？   | 8.9%  |
| 第8話                                                     | 2月25日 | 嫁2号で大混乱！  | 8.5%  |
| 第9話                                                     | 3月4日  | 嫁が出て行くとき | 9.6%  |
| 最終話                                                    | 3月11日 | 母と娘           | 10.6% |
| 平均視聴率 9.9%（視聴率は関東地区・ビデオリサーチ社調べ） |         |                  |       |